# 布雷西亞省
布雷西亞省（義大利語：Provincia di Brescia）是意大利伦巴第大区的一個省。面積1,228平方公里，2005年人口1,169,529人。首府布雷西亞。
下分205市鎮。